# Moechotypa tuberculicollis
Moechotypa tuberculicollis là một loài bọ cánh cứng trong họ Cerambycidae.